# Blepharis subglabra
Blepharis subglabra är en akantusväxtart som beskrevs av K. Vollesen. Blepharis subglabra ingår i släktet Blepharis och familjen akantusväxter. Inga underarter finns listade i Catalogue of Life.